# Fraueneishockey-Bundesliga 1997/98
Die Fraueneishockey-Bundesliga-Saison 1997/98 war in Deutschland die 10. Bundesliga-Spielzeit der Frauen. Wie in der Vorsaison konnten sich die Pesky Kids der ESG Esslingen im Finale, diesmal gegen die Wild Cats des Mannheimer ERC durchsetzen und holten sich damit zum vierten Male in Folge den Meistertitel, wodurch sie erneut Fraueneishockey-Rekordmeister wurden.

## Organisation
Die Ligadurchführung erfolgte durch den Deutschen Eishockey-Bund.

## Modus
Die Vorrunde wurde in den Staffeln getrennt in einer Einfachrunde jeder gegen jeden mit Hin- und Rückspiel durchgeführt. Aus den Platzierten wurden die Teilnehmer für die Endrunde und die Relegation ermittelt. Erstere spielten weiter um die Meisterschaft, letztere um den Klassenerhalt.

## Vorrunde
Die jeweils drei erstplatzierten Mannschaften der beiden Vorrundengruppen traten in den folgenden Endrundenspielen um die vier Halbfinalplätze an. Die drei Letztplatzierten der Gruppe Nord nahmen an Relegationsgruppen teil, in denen die Plätze für die kommende Saison ausgespielt wurden.

### Bundesliga Nord
| Platz | Name                        | Spiele | S  | U | N  | Tore   | Punkte |
| 1.    | Mannheimer ERC Wild Cats    | 10     | 10 | 0 | 0  | 93:10  | 20:0   |
| 2.    | OSC Berlin-Schöneberg Deers | 10     | 6  | 0 | 4  | 39:26  | 12:8   |
| 3.    | EC Hannover Turtles         | 10     | 5  | 1 | 4  | 48:37  | 11:9   |
| 4.    | Grefrather EC Lady Panthers | 10     | 5  | 0 | 5  | 34:27  | 10:10  |
| 5.    | ES Weißwasser Pinguine      | 10     | 3  | 1 | 6  | 36:49  | 7:3    |
| 6.    | EC Bergkamener Bären        | 10     | 0  | 0 | 10 | 14:115 | 0:20   |

### Bundesliga Süd
| Platz | Name                     | Spiele | S  | U | N | Tore  | Punkte |
| 1.    | ESG Esslingen Pesky Kids | 10     | 10 | 0 | 0 | 64:12 | 20:0   |
| 2.    | TuS Geretsried Moskitos  | 10     | 8  | 0 | 2 | 69:25 | 16:4   |
| 3.    | ESC Planegg/Würmtal      | 10     | 5  | 0 | 5 | 30:31 | 10:10  |
| 4.    | Augsburger Ice Cats      | 10     | 4  | 1 | 5 | 11:29 | 9:11   |
| 5.    | DEC Tigers Königsbrunn   | 10     | 1  | 1 | 8 | 16:61 | 3:17   |
| 6.    | EV Landshut              | 10     | 1  | 0 | 9 | 12:44 | 2:18   |

## Relegation zurFraueneishockey-Bundesliga 1998/99
Die drei jeweils Letztplatzierten der beiden Bundesligagruppen mussten in der Relegation um den Klassenerhalt kämpfen.  Die Mannschaften der Gruppe Nord traten dabei gegen die Aufstiegsaspiranten des TuS Wiehl und des EV Duisburg (die den Platz des verzichtenden GSC Moers einnahmen) aus der Liga Nordrhein-Westfalen und den Frankfurter ESC als Gewinner der Hessen-Liga an. Gegen die Mannschaften der Gruppe Süd traten der Stuttgarter EC als Meister der Liga Baden-Württemberg und der EHC Memmingen an, der sich in einem Entscheidungsspiel zwischen den beiden Gruppensiegern der Bayernliga, gegen die Spielgemeinschaft München/Planegg durchsetzte.
Gruppe Nord
| Platz | Name                        | Sp. | S | U | N  | Tore  | Pkt. |
| 1.    | Grefrather EC Lady Panthers | 10  | 9 | 0 | 1  | 56:15 | 18:2 |
| 2.    | ES Weißwasser Pinguine      | 10  | 8 | 0 | 2  | 59:30 | 16:4 |
| 3.    | TuS Wiehl Penguins          | 10  | 6 | 0 | 4  | 50:34 | 12:8 |
| 4.    | EC Bergkamener Bären        | 10  | 3 | 1 | 6  | 29:66 | 7:13 |
| 5.    | Frankfurter ESC             | 10  | 3 | 1 | 6  | 26:35 | 7:13 |
| 6.    | EV Duisburg Füchse          | 10  | 0 | 0 | 10 | 18:58 | 0:20 |

Gruppe Süd
| Platz | Name                   | Sp. | S | U | N | Tore  | Pkt. |
| 1.    | Augsburger EV Ice Cats | 8   | 7 | 0 | 1 | 35:11 | 14:2 |
| 2.    | DEC Tigers Königsbrunn | 8   | 5 | 0 | 3 | 32:16 | 10:6 |
| 3.    | EHC Memmingen Indians  | 8   | 4 | 0 | 4 | 29:28 | 8:8  |
| 4.    | EC Stuttgart           | 8   | 2 | 0 | 6 | 11:34 | 4:12 |
| 5.    | EV Landshut            | 8   | 2 | 0 | 6 | 18:36 | 4:12 |

## Endrunde
Im Gegensatz zu den Vorjahren, in denen im Modus eines Hin- und Rückspiels ein Viertelfinale ausgespielt wurde, traten die jeweils drei Erstplatzierten der Vorrundengruppen in der Endrunde gegeneinander um die vier Plätze im Finalturnier an.
| Platz | Name                     | Spiele | S | U | N | Tore  | Punkte |
| 1.    | MERC Wild Cats           | 10     | 9 | 0 | 1 | 52-14 | 18:2   |
| 2.    | ESG Esslingen Pesky Kids | 10     | 7 | 1 | 2 | 48:14 | 15:5   |
| 3.    | TuS Geretsried Moskitos  | 10     | 6 | 1 | 3 | 46:34 | 13:7   |
| 4.    | OSC Berlin               | 10     | 3 | 0 | 7 | 20:44 | 6:14   |
| 5.    | ESC Planegg/Würmtal      | 10     | 2 | 1 | 7 | 30:31 | 5:15   |
| 6.    | EC Hannover Turtles      | 10     | 1 | 1 | 8 | 19:57 | 3:17   |

## Finalturnier
Das Finalturnier fand mit denselben Mannschaften wie im Vorjahr Ende Februar/Anfang März 1998 statt.
Das Turnier fand als Auftakt zu einer Reihe von Veranstaltungen anlässlich des 60-jährigen Bestehens des Mannheimer ERC in Mannheim statt.

### Halbfinale
| 28. Februar 1998 15:00 Uhr | MERC Wild Cats K. Fischer (3.) A. Scheytt (28.) M. Becker (48.) M. Valenti (54.) | 4:1 (1:0, 1:0, 2:1) | OSC Berlin B. Bandelow (43.) | Eisstadion im Friedrichspark, Mannheim Zuschauer: 800 |

| 28. Februar 1998 18:00 Uhr | ESG Esslingen Pesky Kids S. Frühwirt (1.) Sabine Kürten (25.) Sandra Kürten (48.) | 3:1 (1:0, 1:0, 1:1) Spielbericht | TuS Geretsried Moskitos R. Strobl (56.) | Eisstadion im Friedrichspark, Mannheim Zuschauer: 500 |

### Spiel um Platz 3
| 1. März 1998 12:00 Uhr | TuS Geretsried Moskitos M. Lanzl (18.) M. Lanzl (56.) A. Weißbach (25.) | 3:0 (1:0, 1:0, 1:0) Spielbericht | OSC Berlin | Eisstadion im Friedrichspark, Mannheim Zuschauer: 350 |

### Finale
| 1. März 1998 15:00 Uhr | ESG Esslingen Pesky Kids M. Skiba (14.) San. Kürten (14.) San. Kürten (20.) A. Karrer (32.) S. Frühwirt (36.) D. Bruksch (50.) | 6:3 (3:2, 2:0, 1:1) Spielbericht | MERC Wild Cats A. Scheytt (5.) M. Valenti (15.) M. Becker (43.) | Eisstadion im Friedrichspark, Mannheim Zuschauer: 1.600 |

### All-Star-Team
- Feldspieler: Michaela Lanzl (TuS Geretsried), Corinna Pelant, Anja Scheytt (Mannheimer ERC), Sabine Kürten und Sandra Kürten (ESG Esslingen)
- Tor: Stephanie Kürten  (ESG Esslingen)

### Kader des Deutschen Meisters
| Deutscher Meister ESG Esslingen | Torhüter: Stephanie Kürten Verteidiger: Angreifer: Marlen Skiba, Andrea Karrer, Diana Bruksch, Stephanie Frühwirt, Sabine Kürten, Sandra Kürten Trainer: Peter Kürten |